# Wim Mateman
Willem Antoon (Wim) Mateman (Aalten, 7 mei 1945 – Rijswijk, 8 juni 2019) was een Nederlands politicus. Namens het Christen-Democratisch Appèl (CDA) was hij van 1979 tot 1998 lid van de Tweede Kamer der Staten-Generaal. Mateman was van 2003 tot 2018 wethouder, gemeenteraadslid en fractievoorzitter voor het CDA in de gemeente Rijswijk.

## Levensloop
Mateman volgde een opleiding MO-staatsinrichting en MO-staathuishoudkunde. Vervolgens studeerde hij sociologie aan de Katholieke Universiteit Nijmegen. Hij was in zijn studententijd medeoprichter van de Studentenvakbeweging in Nijmegen. Mateman werd na zijn studie docent economie, staatsinrichting, en maatschappijleer aan de Christelijke middelbare school in Zutphen. Vanaf 1970 was hij lid van de Provinciale Staten van Gelderland en lid van de gemeenteraad van zijn geboorteplaats Aalten namens de Christelijk-Historische Unie (CHU). Tevens werd hij wethouder in Aalten.
Bij de Tweede Kamerverkiezingen van 1977 stond Mateman kandidaat voor het CDA, maar hij werd niet direct gekozen. Later dat jaar kreeg hij de mogelijkheid in de Kamer zitting te nemen, maar hij weigerde. Twee jaar later kwam Mateman alsnog tussentijds in het parlement. Op 28 augustus 1979 werd hij beëdigd. In de Kamer hield hij zich onder andere bezig met handelspolitiek, defensie en binnenlands bestuur.
Mateman behoorde tot de conservatieve vleugel van het CDA. Zo stemde hij in 1979 tegen een motie van fractiegenoot Jan Nico Scholten, waarin om een actievere Nederlandse rol werd gepleit bij het instellen van een olieboycot tegen Zuid-Afrika. In 1992 was hij het enige fractielid van het CDA dat tegen het Verdrag van Schengen stemde. In 1993 stemde hij met fractiegenoot Ad Lansink tegen de aanleg van de Betuweroute. Mateman haalde met boude uitspraken meerdere keren de media. Zo omschreef hij de leiders van China eens als 'bejaarde spleetogen'. Tot de opheffing van de Vereniging Nederland-DDR in 1990 was Mateman een van de leden.
Toen hij de Kamer moest verlaten omdat de nieuwe partijleiding de fractie wilde vernieuwen was hij erg teleurgesteld. Bij de Tweede Kamerverkiezingen van 1998 was Mateman niet meer verkiesbaar.
In 2003 werd hij voor het CDA wethouder Financiën en Grondzaken in de Zuid-Hollandse gemeente Rijswijk. In mei 2014 verdween het CDA uit het Rijswijkse college en keerde hij terug in de gemeenteraad; hij werd voorzitter van de CDA-fractie. In 2018 nam hij afscheid van de lokale politiek.

## Persoonlijk
Mateman was lid van de Protestantse Kerk in Nederland (voorheen Nederlands-hervormd). Hij was getrouwd en kreeg twee kinderen. Mateman werd in 1992 onderscheiden als Ridder in de Orde van de Nederlandse Leeuw en in 1998 als Ridder in de Orde van Oranje-Nassau. In 1992 werd hij uitgeroepen tot Pijproker van het jaar.
Willem Antoon Mateman overleed in 2019 op 74-jarige leeftijd.